# Västra Värmlands kontrakt
Västra Värmlands kontrakt är ett kontrakt i Karlstads stift inom Svenska kyrkan.
Kontraktskoden är 0906.

## Administrativ historik
Kontraktet bildades 1 april 2015 av församlingar som ingått i Jösse kontrakt, Nordmarks kontrakt och Nors kontrakt:
från Jösse kontrakt
- Arvika Västra församling som 2023 uppgick i Arvika-Ny församling
- Arvika Östra församling som 2023 uppgick i Arvika-Ny församling
- Brunskogs församling
- Eda församling
- Glava församling
- Gunnarskogs församling
- Järnskog-Skillingmarks församling
- Köla församling
- Mangskogs församling
- Ny församling som 2023 uppgick i Arvika-Ny församling
- Stavnäs-Högeruds församling
- Älgå församling

från Nordmarks kontrakt
- Blomskogs församling
- Holmedal-Karlanda församling
- Silbodals församling
- Silleruds församling
- Trankils församling
- Töcksmarks församling
- Västra Fågelviks församling
- Östervallskogs församling

från Nors kontrakt
- Bro församling
- Gillberga församling
- Kila församling
- Långseruds församling
- Ny-Huggenäs församling
- Svanskogs församling
- Säffle församling
- Södra Värmlandsnäs församling
- Tveta församling